# Fußball in Nezahualcóyotl
Der Fußball in Nezahualcóyotl, der im Osten an die Hauptstadt grenzenden zweitgrößten Stadt im mexikanischen Bundesstaat México, ist seit den späten 1970er-Jahren auch in den landesweit ausgetragenen mexikanischen Fußballligen vertreten.

## Geschichte
Den Anfang machten die Cachorros Neza 1976/77 mit dem Einstieg in die seinerzeit noch drittklassige Tercera División, bevor ein Jahr später die Coyotes Neza in die zweitklassige Segunda División einstiegen. Trotz Namensgleichheit ist dieser Verein nicht identisch mit dem fast gleichnamigen Verein CD Coyotes Neza, der auf der Website der Rec.Sport.Soccer Statistics Foundation als Deportivo Neza geführt wird und der zur Saison 1978/79 durch Erwerb der Lizenz des CF Laguna in die erstklassige Primera División aufgenommen wurde. Der Verein wirkte 10 Jahre in der höchsten Spielklasse mit, wobei er seine Heimspiele in den ersten 3 Jahren im Estadio Municipal de Texcoco von Texcoco de Mora austragen musste, weil das die Erfordernisse der ersten Liga erfüllende Estadio José López Portillo erst 1981 bezogen werden konnte. Am Ende der Saison 1987/88 verkaufte der Verein seine Lizenz an die sportlich abgestiegenen UAT Correcaminos, die ihrerseits ihre Zweitligalizenz an ein neu kreiertes Franchise mit der Bezeichnung Potros Neza veräußerten. Der Zweitligist war in der Saison 1988/89 überaus erfolgreich und gewann die Meisterschaft, durch die er zum Aufstieg berechtigt gewesen wäre. Er wagte jedoch das finanziell waghalsige Abenteuer nicht und verkaufte die Lizenz an den Traditionsverein Tiburones Rojos Veracruz.
Somit war der Drittligist Cachorros Neza in den Spielzeiten 1989/90 und 1990/91 der höchstklassige Verein der Stadt. Als die Universidad Tecnológica de Nezahualcóyotl (UTN) für die Saison 1991/92 die Zweitligalizenz des Morelos Ecatepec FC erwarb und eine eigene Mannschaft ins Rennen schickte, war die Stadt Nezahualcóyotl zumindest wieder in der zweiten Liga vertreten. Bereits in ihrer zweiten Saison 1992/93 gewann die Fußballmannschaft von UTN die Meisterschaft der Segunda División, wodurch sie sich für die Teilnahme an der höchsten Spielklasse qualifizierte. Aus diesem Konstrukt entstanden die neu formierten Toros Neza, die die Stadt in den nächsten 7 Jahren in der höchsten Spielklasse repräsentierten, wenngleich sie die meisten Heimspiele ihrer ersten Saison 1993/94 wegen Problemen mit dem Estadio Neza 86 im Estadio Hidalgo von Pachuca austragen mussten. Mit dem Erreichen der Finalspiele des Torneo Verano 1997 gegen Mexikos beliebtesten Verein Deportivo Guadalajara erreichten die Toros den bisher größten Erfolg aller Vereine aus Nezahualcóyotl, auch wenn diese mit 1:1 und 1:6 deutlich verloren wurden. Nach dem sportlichen Abstieg der Toros Neza am Ende der Saison 1999/00 waren diese noch 2 Jahre in der zweitklassigen Primera División 'A' vertreten, bevor sie ihre Lizenz nach der Saison 2001/02 an die Gavilanes de Nuevo Laredo veräußerten.
Den Erstligafußball nach Nezahualcóyotl zurück brachte der in der benachbarten Hauptstadt beheimatete Traditionsverein CF Atlante. Der bei Einführung des Profifußballs zur Saison 1943/44 noch populärste Hauptstadtverein litt bereits seit einigen Jahrzehnten unter mangelndem Publikumsinteresse und wollte sich auf diese Weise ein neues Publikum erschließen. In dieser Hoffnung trug er während der Spielzeiten 2002/03 und 2003/04 seine Heimspiele im hiesigen Estadio Neza 86 aus. Nachdem sich der erhoffte Zuschauerzuspruch auch hier nicht eingestellt hatte, zog Atlante zur Saison 2004/05 wieder in die Hauptstadt zurück, ließ aber immerhin mit seinem neuen Farmteam Potros Neza einen Zweitligisten zurück. Weil sich das finanzielle Abenteuer nicht lohnte, wurde die Lizenz der Potros nach nur einem Jahr an den Tampico-Madero FC veräußert.
Bis zu einem zweiten Versuch, als Atlante sein Farmteam (jetzt unter der Bezeichnung Atlante UTN) zur Saison 2009/10 erneut in der zweiten Liga antreten ließ, war die Stadt durch vier Vereine nur noch viertklassig vertreten. Dies waren der ehemalige Erstligist Club Deportivo Coyotes Neza, der ehemalige Zweitligist Coyotes Neza sowie Lobos Unión und der Club Novillos. Nachdem Atlante sein Farmteam nach 2 Jahren wieder abgezogen hatte, vertrat ein neues Franchise mit der Bezeichnung Neza FC die Stadt in der zweiten Liga. Nachdem dessen Mannschaft das Aufstiegsfinale der Saison 2012/13 gegen die Reboceros de La Piedad verloren hatte, wurde das Franchise auf Delfines del Carmen Fútbol übertragen. Seither hat kein Verein die Stadt mehr in einer der beiden höchsten Spielklassen des Landes vertreten.

## Übersicht der wichtigsten Vereine aus Neza
Die nachfolgende Tabelle beinhaltet alle Vereine, die in einer der jeweils höchsten 3 landesweit ausgetragenen Spielklassen vertreten waren.
Dabei werden jene Vereine zuerst genannt, die in einer höheren Spielklasse vertreten waren. Innerhalb derselben Rubrik werden die Vereine anhand ihres Erscheinens in der jeweiligen Liga genannt.
| Nr. | Verein                           | Ligenzugehörigkeit                                 | Besonderheiten                                                                     |
| --- | -------------------------------- | -------------------------------------------------- | ---------------------------------------------------------------------------------- |
| 1   | CD Coyotes Neza (Deportivo Neza) | 1. Liga: 1978/79–1987/88                           | Die Heimspiele der ersten 3 Spielzeiten wurden in Texcoco de Mora ausgetragen.     |
| 2   | Toros Neza                       | 1. Liga: 1993/94–1999/00, 2. Liga: 2000/01–2001/02 | Die meisten Heimspiele der Saison 1993/94 wurden in Pachuca de Soto ausgetragen.   |
| 3   | CF Atlante                       | 1. Liga: 2002/03–2003/04                           | Gast aus Mexiko-Stadt                                                              |
| 4   | Coyotes Neza                     | 2. Liga: 1977/78–1981/82                           | Gleichnamiger Verein wie der gleichzeitige Erstligist (siehe oben)                 |
| 5   | Potros Neza                      | 2. Liga: 1988/89, 2004/05                          | 2004/05 als Farmteam des CF Atlante (siehe oben)                                   |
| 6   | UT Neza                          | 2. Liga 1991/92–1992/93                            | -.-                                                                                |
| 7   | Atlante UTN                      | 2. Liga: 2009/10–2010/11                           | Farmteam des CF Atlante und nicht identisch mit der unter 6. genannten Mannschaft. |
| 8   | Neza FC                          | 2. Liga: 2011/12–2012/13                           | -.-                                                                                |
| 9   | Cachorros Neza                   | 3. Liga: 1976/77–1989/90                           | -.-                                                                                |